# Sport i USA
Sport i USA är, liksom i många andra stater i världen, en viktig del av kulturen.

## Populära sporter i USA

### Amerikansk fotboll

Spelplanen i amerikansk fotboll. Varje siffra anger antalet yards till respektive målområde.

Amerikansk fotboll är den populäraste sporten i USA. Sporten lockar stor publik och de sändningar av matcher från National Football League (NFL) i marksänd television har fler TV-tittare än baseboll. Super Bowl är namnet på NFL:s finalmatch. Den spelas en söndag i slutet av januari eller början av februari. Matchen och festligheterna runtomkring utgör den så kallade Super Bowl Sunday (Super Bowl-söndagen), som under årens lopp har blivit den mest sedda TV-sändningen i USA och liknas även ibland med en högtidsdag. Flera kända sångare och musiker har uppträtt innan matchen samt under halvleksvilan.

### Baseboll

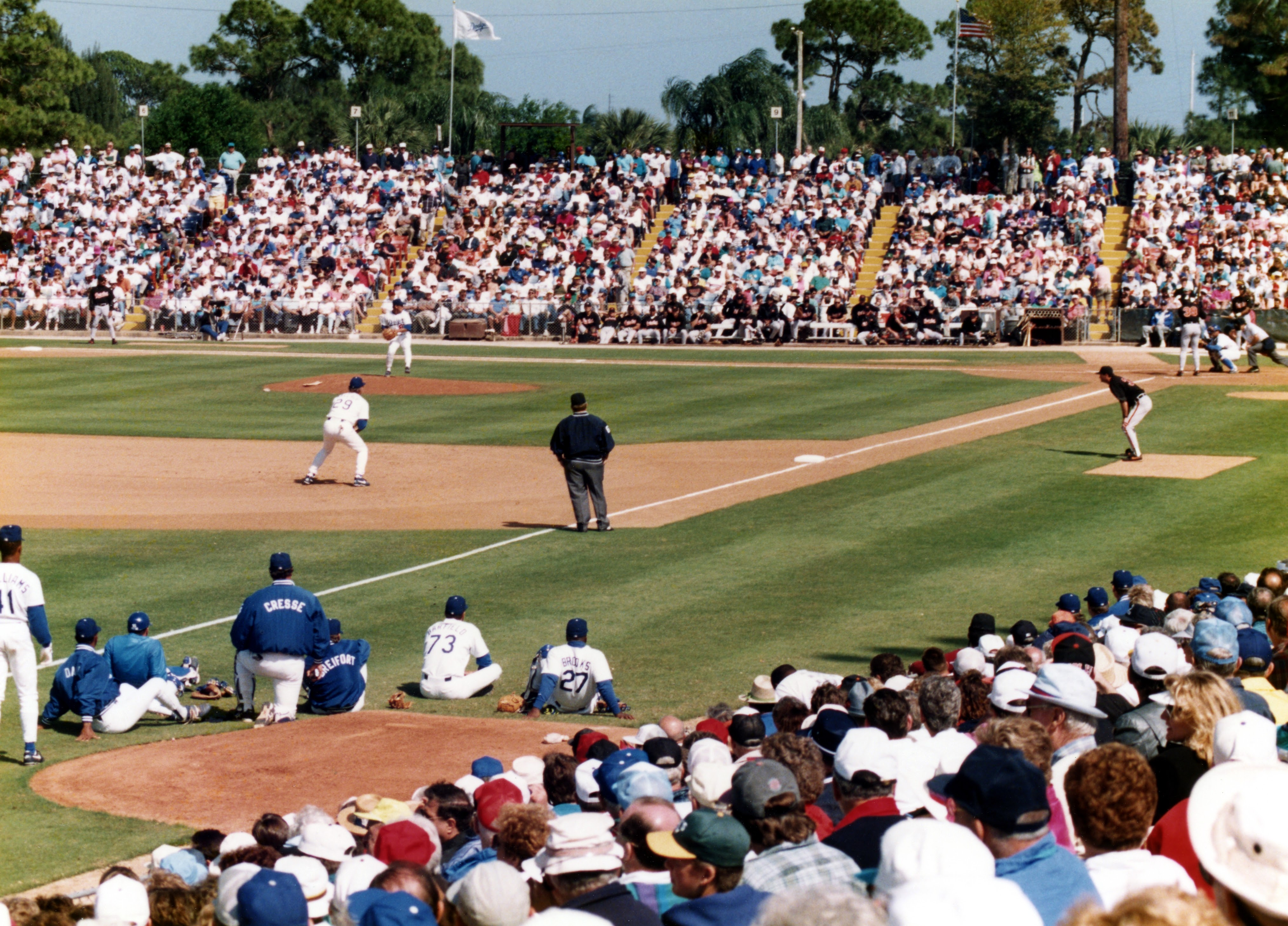
Vårträning i MLB.

Baseboll är en populär sport i USA och brukar ofta kallas för USA:s nationalsport även om den idag inte är den största sporten åskådarmässigt. Proffsligan heter Major League Baseball (MLB) och pågår från mars till september. Därefter följer ett slutspel som avslutas med World Series vilket är finalen mellan de bästa lagen från American League och National League. Kända amerikanska basebollspelare inkluderar Babe Ruth, Jackie Robinson, Joe DiMaggio och Barry Bonds.

### Basket
Basket är en populär sport i USA, och proffsligan NBA drar stor publik. Basket är den lagsport i USA som har flest utövare.

### Fotboll
Fotboll (Soccer) är en mycket mindre sport i USA än i många andra länder, men stor i mångkulturella städer som Los Angeles och New York. Sporten är även omfattande på skolidrottsnivå. Fotbollens popularitet har dock ökat sedan mitten av 1990-talet. Numera visas Champions Leaguematcher på betaltv-kanalen ESPN.
Proffsligan Major League Soccer (MLS) har köpt några internationella storspelare, som Zlatan Ibrahimovic (Los Angeles Galaxy), David Beckham (Los Angeles Galaxy), Fredrik Ljungberg (Seattle Sounders FC) och Juan Pablo Ángel (New York Red Bulls). Dessutom har det spekulerats i att Robert Pirès och Thierry Henry skulle flytta till USA för att avsluta sina karriärer i respektive (Philadelphia Union) och (New York Red Bulls).
Världsmästerskapet i fotboll 1994 spelades i USA.

### Ishockey
Ishockey var tidigare i huvudsak koncentrerat till de norra delarna, särskild nordost, men sedan mitten av 1990-talet alltmer spridd. NHL har på senare år expanderat söderut.

### Lacrosse
Lacrosse uppfanns av USA:s ursprungsbefolkning.

### Motorsport
Motorsport är populärt, men istället för internationellt stora evenemang som Formel 1 och MotoGP, är inhemska evenemang som Indianapolis 500 och NASCAR och AMA Motocross mer populära.

### Individuella sporter
Bland de populära individuella sporterna i USA finns boxning, golf, tennis, friidrott men på senare tid har även sporten Mixed Martial Arts blivit populär främst UFC.

### "Internationella" sporter i USA
Sporter som cricket och rugby, vilket är stort i andra länder där det talas engelska, är mycket små i USA. Många amatörligor i cricket har bildats av migranter från Indien och Pakistan. Australisk fotboll är en av de sporter i USA som växer mest, men är fortfarande ganska okänd där.

## Mindre sporter i USA

### Bandy
- Bandy på organiserad tävlingsnivå introducerades i USA under 1970-talet och är i huvudsak koncentrerad till delstaten Minnesota.

## Organisation

### Amatörer
Skolor och universitet arrangerar mycket sport.

### Proffs
I USA finns inget upp- och nedflyttningssystem i den professionella sporten. Proffsligor drivs som företag. Samma lag spelar i samma serie år efter år, förutom då ett lag flyttar från en ort till en annan. Ligorna korar sina mästare med ett slutspel som följer efter seriespelet.
| Flagga | Delstats namn                           | Antal proffslag | Städer med proffslag                                                                                          | Proffslag i NHL                                    | Proffslag i NBA                                                                   | Proffslag i NFL                                             | Proffslag i Major League Baseball                                                                             | Proffslag i MLS                                      |
| ------ | --------------------------------------- | --------------- | --- | -------------------------------------------------- | --------------------------------------------------------------------------------- | ----------------------------------------------------------- | --- | ---------------------------------------------------- |
|        | Alabama                                 | 0               | |                                                    |                                                                                   |                                                             | |                                                      |
|        | Alaska                                  | 0               | |                                                    |                                                                                   |                                                             | |                                                      |
|        | Arizona                                 | 3               | Phoenix (3)                                                                                                   |                                                    | Phoenix Suns                                                                      | Arizona Cardinals                                           | Arizona Diamondbacks                                                                                          |                                                      |
|        | Arkansas                                | 0               | |                                                    |                                                                                   |                                                             | |                                                      |
|        | Colorado                                | 5               | Denver (5) | Colorado Avalanche                                 | Denver Nuggets                                                                    | Denver Broncos                                              | Colorado Rockies                                                                                              | Colorado Rapids                                      |
|        | Connecticut                             | 0               | |                                                    |                                                                                   |                                                             | |                                                      |
|        | Delaware                                | 0               | |                                                    |                                                                                   |                                                             | |                                                      |
|        | Florida                                 | 9               | Miami (2), Tampa Bay (3), Orlando, Jacksonville                                                               | Florida Panthers, Tampa Bay Lightning              | Miami Heat,Orlando Magic                                                          | Jacksonville Jaguars,Tampa Bay Buccaneers Miami Dolphins    | Tampa Bay Rays,Florida Marlins                                                                                |                                                      |
|        | Georgia                                 | 3               | Atlanta (3)                                                                                                   |                                                    | Atlanta Hawks                                                                     | Atlanta Falcons                                             | Atlanta Braves                                                                                                |                                                      |
|        | Hawaii                                  | 0               | |                                                    |                                                                                   |                                                             | |                                                      |
|        | Idaho                                   | 0               | |                                                    |                                                                                   |                                                             | |                                                      |
|        | Illinois                                | 5               | Chicago (6)                                                                                                   | Chicago Blackhawks                                 | Chicago Bulls                                                                     | Chicago Bears                                               | Chicago White Sox,Chicago Cubs                                                                                | Chicago Fire                                         |
|        | Indiana                                 | 2               | Indianapolis (2)                                                                                              |                                                    | Indiana Pacers                                                                    | Indianapolis Colts                                          | |                                                      |
|        | Iowa                                    | 0               | |                                                    |                                                                                   |                                                             | |                                                      |
|        | Kalifornien                             | 18              | Anaheim (2), Los Angeles (7), San Jose (2), Oakland (2), Sacramento, San Diego (2), San Francisco (2), Carson | Anaheim Ducks, Los Angeles Kings, San Jose Sharks  | Golden State Warriors, Los Angeles Clippers, Los Angeles Lakers, Sacramento Kings | Los Angeles Chargers, San Francisco 49ers, Los Angeles Rams | Los Angeles Angels of Anaheim, Oakland Athletics, Los Angeles Dodgers, San Diego Padres, San Francisco Giants | Chivas USA, Los Angeles Galaxy, San Jose Earthquakes |
|        | Kansas                                  | 1               | Kansas City                                                                                                   |                                                    |                                                                                   |                                                             | | Sporting Kansas City                                 |
|        | Kentucky                                | 0               | |                                                    |                                                                                   |                                                             | |                                                      |
|        | Louisiana                               | 2               | New Orleans (2)                                                                                               |                                                    | New Orleans Pelicans                                                              | New Orleans Saints                                          | |                                                      |
|        | Maine                                   | 0               | |                                                    |                                                                                   |                                                             | |                                                      |
|        | Maryland                                | 1               | Baltimore (2)                                                                                                 |                                                    |                                                                                   | Baltimore Ravens                                            | Baltimore Orioles                                                                                             |                                                      |
|        | Massachusetts                           | 5               | Boston (5) | Boston Bruins                                      | Boston Celtics                                                                    | New England Patriots                                        | Boston Red Sox                                                                                                | New England Revolution                               |
|        | Michigan                                | 4               | Detroit (4)                                                                                                   | Detroit Red Wings                                  | Detroit Pistons                                                                   | Detroit Lions                                               | Detroit Tigers                                                                                                |                                                      |
|        | Minnesota                               | 4               | Saint Paul, Minneapolis (3)                                                                                   | Minnesota Wild                                     | Minnesota Timberwolves                                                            | Minnesota Vikings                                           | Minnesota Twins                                                                                               |                                                      |
|        | Mississippi                             | 0               | |                                                    |                                                                                   |                                                             | |                                                      |
|        | Missouri                                | 5               | St. Louis (2),Kansas City (2)                                                                                 | St. Louis Blues                                    | Kansas City Royals                                                                | Kansas Chiefs                                               | St. Louis Cardinals                                                                                           |                                                      |
|        | Montana                                 | 0               | |                                                    |                                                                                   |                                                             | |                                                      |
|        | Nebraska                                | 0               | |                                                    |                                                                                   |                                                             | |                                                      |
|        | Nevada                                  | 2               | Las Vegas (2)                                                                                                 | Vegas Golden knight                                |                                                                                   | Las Vegas Raiders                                           | |                                                      |
|        | New Hampshire                           | 0               | |                                                    |                                                                                   |                                                             | |                                                      |
|        | New Jersey                              | 1               | New Jersey | New Jersey Devils                                  |                                                                                   |                                                             | |                                                      |
|        | New Mexico                              | 0               | |                                                    |                                                                                   |                                                             | |                                                      |
|        | New York                                | 12              | New York (10), Buffalo (2)                                                                                    | New York Islanders,New York Rangers,Buffalo Sabres | New York Knicks,Brooklyn Nets                                                     | New York Jets,New York Giants,Buffalo Bills Buffalo Bills   | New York Yankees,New York Mets                                                                                | Red Bull New York,New York City                      |
|        | North Carolina                          | 3               | Raleigh Charlotte (2)                                                                                         | Carolina Hurricanes                                | Charlotte Bobcats                                                                 | Carolina Panthers                                           | |                                                      |
|        | North Dakota                            | 0               | |                                                    |                                                                                   |                                                             | |                                                      |
|        | Ohio                                    | 8               | Columbus (2), Cleveland (3), Cincinnati (2)                                                                   | Columbus Blue Jackets                              | Cleveland Cavaliers                                                               | Cincinnati Bengals,Cleveland Browns                         | Cleveland Indians,Cincinnati Reds                                                                             | Columbus Crew                                        |
|        | Oklahoma                                | 1               | Oklahoma City                                                                                                 |                                                    | Oklahoma City Thunder                                                             |                                                             | |                                                      |
|        | Oregon                                  | 1               | Portland |                                                    | Portland Trail Blazers                                                            |                                                             | |                                                      |
|        | Pennsylvania                            | 8               | Philadelphia (5), Pittsburgh (3)                                                                              | Philadelphia Flyers,Pittsburgh Penguins            | Philadelphia 76ers                                                                | Pittsburgh Steelers,Philadelphia Eagles                     | Philadelphia Phillies,Pittsburgh Pirates                                                                      | Philadelphia Union                                   |
|        | Rhode Island and Providence Plantations | 0               | |                                                    |                                                                                   |                                                             | |                                                      |
|        | South Carolina                          | 0               | |                                                    |                                                                                   |                                                             | |                                                      |
|        | South Dakota                            | 0               | |                                                    |                                                                                   |                                                             | |                                                      |
|        | Tennessee                               | 3               | Nashville (2), Memphis                                                                                        | Nashville Predators                                | Memphis Grizzlies                                                                 | Tennessee Titans                                            | |                                                      |
|        | Texas                                   | 10              | Dallas (5), Houston (4), San Antonio                                                                          | Dallas Stars                                       | Dallas Mavericks,Houston Rockets, San Antonio Spurs                               | Dallas Cowboys,Houston Texans                               | Texas Rangers,Houston Astros                                                                                  | Houston Dynamo,FC Dallas                             |
|        | Utah                                    | 3               | Salt Lake City (3)                                                                                            | Utah Hockey club                                   | Utah Jazz                                                                         |                                                             | | Real Salt Lake                                       |
|        | Vermont                                 | 0               | |                                                    |                                                                                   |                                                             | |                                                      |
|        | Virginia                                | 0               | |                                                    |                                                                                   |                                                             | |                                                      |
|        | Washington                              | 3               | Seattle (4)                                                                                                   | Seattle Karken                                     |                                                                                   | Seattle Seahawks                                            | Seattle Mariners                                                                                              | Seattle Sounders FC                                  |
|        | West Virginia                           | 0               | |                                                    |                                                                                   |                                                             | |                                                      |
|        | Wisconsin                               | 3               | Milwaukee (2), Green Bay                                                                                      |                                                    | Milwaukee Bucks                                                                   | Green Bay Packers                                           | Milwaukee Brewers                                                                                             |                                                      |
|        | Wyoming                                 | 0               | |                                                    |                                                                                   |                                                             | |                                                      |
|        | District of Columbia**                  | 5               | Washington D.C. (5)                                                                                           | Washington Capitals                                | Washington Wizards                                                                | Washington Commanders                                       | Washington Nationals                                                                                          | D.C. United                                          |

** Är ingen delstat men har proffslag.
Observera att ett lag kan ha hemmaarenan i en annan stad än den de representerar.

### Fotnoter
1. ↑  ”World Cup 1994” (på engelska). RSSSF. 24 mars 1994. http://www.rsssf.com/tables/94full.html. Läst 29 juli 2014.